# Hannes Meyer
Hans Emil Meyer (Bázel, 1889. november 18. – Crocifisso di Lugano, 1954. július 19.) svájci építész. Kissé egynemű életműve ellenére Meyer a húszas évek egyik kiemelkedő funkcionalista építésze, urbanistája. Mint a Bauhaus oktatója, később igazgatója, jelentős befolyást gyakorolt az intézmény oktatási programjának, szellemének kialakítására (elsősorban az építészet és iparművészet társadalmi funkciójának deklarálásával).

## Életpályája

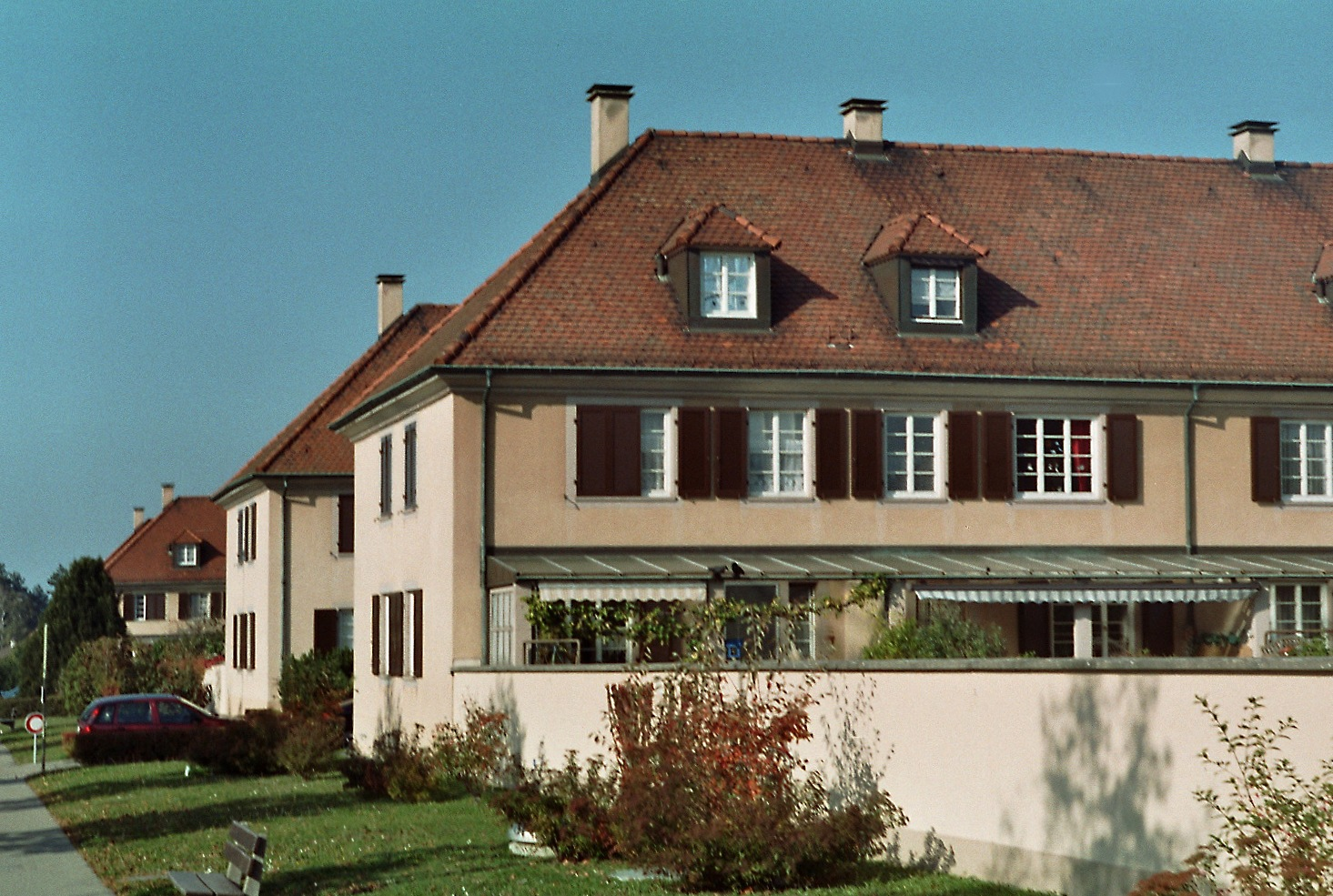
Meyer-Witwer: Muttenz: Lakóépület

- 1905-1909: Kőművesmesternek tanul, majd építészeti rajzot és építéskivitelezést.Végül a bázeli Gewerbeschule “Kurse für Baubeflissene” építészeti továbbképző kurzust látogatta.
- 1909-1912: Munkatárs Albert Fröhlich berlini építész-irodáján, majd Emil Schaudt-nál, a Kaufhaus des Westens alapozási és földmunkáinál dolgozik, mellette a Kunstgewerbeschule “Stil-Lehre” esti tanfolyamát látogatja.
- 1912-1913: Tanulmányút Angliában, több helyen is megfordult, és városépítéstant tanult Bath-ban.
- 1916: Asszisztensként dolgozott a müncheni Georg Metzendorf építésznél.
- 1919-től: Önálló építészként Bázelben tevékenykedett. Ezen időben készítette el a Genf-i Népszövetség épületére kiírt, elsődíj-nyertes pályázati tervét (de nem ez valósult meg).
- 1927-1930. március 31-ig: Walter Gropius meghívására a dessaui Bauhausban mesteroktató az építészműhelyben, majd 1928-tól 1930. július 31-ig Walter Gropius utódjaként a Bauhaus igazgatója. Az építészet szociális kérdései iránt személyes vonzódása miatt a közvélemény és a városvezetés szemében baloldali politikai beállítottságúnak tekintették. Ehhez hozzájárult az adott németországi belpolitikai körülményekhez igazodó, intézeten belüli hallgatói politikai radikalizmus is. Az intézet iránti fokozatosan erősödő nemzetiszocialista politikai nyomás miatt, amit az intézetet fenntartó városi hatóság nem tudta feloldani, ezért 1930. augusztus 1-jén azonnali eltávolítása mellett döntött, a vele szolidáris mesterekkel és tanítványokkal együtt.
- 1930-1936: Professzor a moszkvai WASI építészeti főiskolán. A fokozódó erőszakos sztálini tisztogatás következtében szovjetunióbeli tartózkodását megszüntette és visszatért Svájcba, ahová német állampolgárságú élettársát és közös fiúgyermeküket már nem tudta magával vinni (élettársa a sztálini tisztogatás áldozata lett, később, a hruscsovi időben rehabilitálták). Fia szovjet gyermeknevelő intézetbe került, ahol túlélte a háborút).
- 1936-1939: Építész tervezőként Svájcban tevékenykedik.
- 1939-1949: Brazíliában élt, Lazaro Cardinas elnök meghívására. Többek közt az újonnan alapított Városépítési és Tervezési Intézet igazgatójaként tevékenykedett. 1942-ben megalapította a "Taller de Gráfica Popular" (TGP) népművészeti grafikai műhelyt, s ezt 1947-től 1949-ig vezette.
- 1949 végén – a mexikói hatóságokkal kialakult ellentétei/vitái miatt – visszatért Svájcba, a Lugánó melletti Crocifisso di Savosá-ba. Itt élt 1954-ben bekövetkezett haláláig. Ezen idő alatt saját építészetelméleti tanulmányinak feldolgozásával és kiadásával foglalkozott.
- 2005-ben, születésének századik évfordulója alkalmából, szinte minden építészeti fórum, különösképpen a Bauhaus-Archív, továbbá folyóiratok, kortársak és könyvkiadók elismerő méltatással emlékeztek meg munkásságáról, kiemelve a szociális problémák iránt érzékeny építészeti elveit és tevékenységét.

## Építész-tervezői tevékenysége
(válogatás)
- 1919–1921: Lakónegyed, Freidorf in Muttenz
- 1927: Petersschule, Bázel
- 1927–1928: Genf, Népszövetség-palota tervpályázat nyertese (nem épült meg)
- 1928–1930: Oktatók háza a Bundesschule des Allgemeinen Deutschen Gewerkschaftbundes a Berlin melletti Bernauban.
- Húszas/harmincas évek: Részvétel a szovjetunióbeli Birobidzsan város tervezésében, a hasonnevű Zsidó Autonom Területen.
- 1928–1930: ADGB szövetségi iskola a Berlin melletti Bernauban
- 1929–1930: A Siedlung Dessau-Törten továbbfejlesztése (függőfolyosós házak)
- 1938–1939: Genossenschaftliches Kinderheim Mümliswil

## Életműve
2005-ben, születésének századik évfordulója alkalmából, szinte minden építészeti fórum, különösképpen a Bauhaus-Archív, továbbá folyóiratok, kortársak és könyvkiadók elismerő méltatással emlékeztek meg munkásságáról, kiemelve a szociális problémák iránt érzékeny építészeti elveit és tevékenységét.

## Munkásságával foglalkozó források
- Hannes Meyer. Bauen und Gesellschaft. Schriften Briefe Projekte. Kiadta: Lena Meyer-Bergner. Drezda, 1980
- Winkler, KIaus Jürgen: Der Architekt Hannes Meyer. Anschauungen und Werk. Berlin, 1989
- Hannes Meyer. Architekt Urbanist Lehrer. Kiállítási katalógus. Bauhaus-Archiv és Deutsches Architekturmuseum. Berlin, 1989
- Magdalena Droste: Bauhaus 1919-1933 Taschen – Vincze K. Bp. 2003 ISBN 3-8228-2584-0

### A Bauhaus Archiv szakirodalomjegyzéke
(születésének 100. évfordulója kapcsán)
- Építészet és Társadalom Írások, levelek, tervek (H. Meier, K Winkler, L. Meyer-Berger – Bauhain, 2003
- H. Meyer: Regionale Wohnhausbauten in der Schweiz – Archithese 1989/6. p. 39-45
- Progetto vs compozicione – Kisantológia a következőkkel: (L.Sulivan, H. Meyer, Le Corbusier, M. Stam, J. Durand, E.E. Violet-le-Duc, A Behne, L. Edlitz, H. Greenough, J. Gubler, K. Teige – Casabella, 1986. p. 6-10.
- K. Mais: The Architecture of Hannes Meyer and Ludwig Hilbersheimer –MIT Press, 1995
- Hannes Meyer – a Deutschen Architekturmuseum kiállítási katalógusa – Ernst § Sohn, 1990
- Architekten – Hannes Meyer – IRB Verlag 2005
- D Huber, I. Rucki: Architektenlexikon der Schweiz (19/20. sz. – Birkhäuser Verlag 1998
- Bauen und Gesellschaft : Schrifte, Briefe, Projekte H. Meyer, K. Winkler, L. Meyer-Bergner – Bauhain, 2003
- M. Kieren: Hannes Meyer Dokumente zur Frühzeit, Architektur- und Gestaltungsversuche 1919-1927 – Verlag Nigli AG 1990
- K. Winkler: Der Architekt Hanes Meyer Anschauungen und Werk – Verlag für Bauwesen 1989
- Hannes Meyer 1889 – 1954 Architekt, Urbanist, Lehrer – Ernst § Sohn, 1989
- Hannes Meyer – 5.Internationales Bauhaus-Kollokvium in Weimar Juni 1989 – Verlag Bauhaus-Universität Weimar, 1990
- Hannes Meyer Architekt 1989-1954 Lars Müller Verlag 1991
- Hannes Meyer und Hans Wittwer Eine Annäherung – Potsdamer Verlagsbuchhandlung 1993
- F. Angeli: Hannes Meyer – Un Razionalista in Esilio – Architettura, Urbanistica e Politica, 1930-54 – 2002
- K. Press, 1992M. Hays: The Architecture of Hannes Meyer and Ludwig Hilbersheimer – MIT
- G. Ullmann: Die Last der Ideen: Hannes Meyer, ein Radikaler im Bauhaus – exhibition review, 1982/12
- K. Winkler: Hannes Meyer – Anmerkungen zu Leben und Werk – Architektur der DDR, 11/1989/p. 46–51
- K. C. Jung: Hannes Meyer 1889-1954 – Bauwelt, 44/1989/p. 2084
- Hannes Meyer (1889-1954): Zum 100. Geburtstag des Schweizer Architekten – Baumeister, 11/1989/p. 40-43
- H. Seliér : Hannes Meyer in een nieuw licht: tragisch utopist zonder vaderland – Architect, 5/1990/p. 63-69
- C. Schnaidt: Die lebensnahe Schule als Utopie? – Werk, Bauen + Wohnen, 11/1989/p. 12-19
- F. Beltrán: Mis recuerdos de Hannes Meyer: Entrevista con Alberto Beltrán – Proa, 1984,333/p. 10-11
- K. Winkler: Hannes Meyer, Architekt – Städtebauer – Hochschullehrer – Architektur der DDR, 11/1979/
- M. Kieren : Hannes Meyer: Unversöhnliches Abschiedswinken gepaart mit neuer Stildebatte, 1930 Unsere Kunstdenkmäler, 4/1992/p. 548-561
- A. Behne, F. Soriano: Hannes Meyer: 1926-1930 – Arquitectura: revista del Colegio Oficial de Arquitectos de Madrid, 1991,288/p. 49-80
- M. Kieren: Bescheidenheit ist eine Zier: Hannes Meyer und der Heimatschutz _ Archithese, 6/1989/p. 37-38
- M. Siebenbrodt: Nachlass Hannes Meyers am Bauhaus Dessau – Architektur der DDR, 11/1988/p. 5
- K. C. Jung: Entwürfe fur sozialistische Städte: Hannes Meyer in der UdSSR 1930-1936 – Bauwelt, 44/1989/p. 2092-2099
- M. Kieren: »Die neue Baulehre ist keine Stil-Lehre«: Hannes Meyer als Architekt und Lehrer am Bauhaus Dessau – Archithese, 5/1989/p. 34-41
- H. Kegler: Hannes-Meyer-Ehrung am Bauhaus Dessau – Architektur der DDR, 11/1989/p. 5
- G. Ullmann: Die Last der Ideen: Hannes Meyer, ein Radikaler am Bauhaus – Archithese, 6/1989/p. 77-78 exhibition review
- W. Nerdinger: Hannes Meyer e il »rosso sconveniente« - Casabella, 1990,565/p. 30-35 – book and exhibition review
- B. Kreis: Zwischen Funktionalismus und Sozialistischem Realismus: Hannes Meyer in der Sowjetunion – Archithese, 4/1990/ p. 27–32

### A Wikipedia.de irodalomjegyzéke
- Wilma Ruth Albrecht: Moderne Vergangenheit – Vergangene Moderne. In: Neue Politische Literatur. 30. 1985, 2, S. 203–225 (zu Hannes Mayer S. 210 ff.)
- Bauhaus-Archiv u.a. (Hrsg.): Hannes Meyer. Architekt Urbanist Lehrer 1889-1954. Berlin, 1989
- M. Hays: Modernism and the posthumanist subject: the architecture of Hannes Meyer and Ludwig Hilberseimer. Cambridge, 1992
- M. Kieren: Hannes Meyer – Dokumente zur Frühzeit, Architektur- und Gestaltungsversuche, 1919-1927
- U. Poerschke: Funktion als Gestaltungsbegriff. Dissertation BTU Cottbus, 2005
- C. Schnaidt: Hannes Meyer. Bauten, Projekte und Schriften, Buildings, projects and writings. Teufen, 1965
- K. Winkler: Der Architekt Hannes Meyer – Anschauungen und Werk. Berlin, 1989
- H. Prignitz: TGP: ein Grafiker-Kollektiv in Mexiko von 1937–1977. Berlin, 1981, ISBN 3-922005-12-8
- H. Prignitz-Poda: Taller de Gráfica Popular – Werkstatt für grafische Volkskunst: Plakate und Flugblätter zu Arbeiterbewegung und Gewerkschaften in Mexiko, 1937–1986. Berlin 2002, ISBN 3-935656-10-6
- B. Merten: Der spezifische Beitrag Hannes Meyers zum Bauhaus. Magisterarbeit, Rheinische Friedrich-Wilhelms Universität Bonn, 2005